# نانامی آتسوگی
نانامی آتسوگی (انگلیسی: Nanami Atsugi; ۱۱ اکتبر ۱۹۹۷ – ) صداپیشگی در ژاپن اهل ژاپن بود. وی از سال ۲۰۱۷ میلادی تاکنون مشغول فعالیت بوده‌است.